# Banana Fish
Banana Fish (stilizat cu majuscule BANANA FISH) este o serie manga japoneză scrisă și ilustrată de Akimi Yoshida. A fost serializat inițial din mai 1985 până în aprilie 1994 în Bessatsu Shōjo Comic, o revistă de manga care publică manga shōjo. Amplasat în principal în New York City în anii 1980, serialul îl urmărește pe liderul unei bande stradale, Ash Lynx, în timp ce descoperă o conspirație criminală care implică „banana fish”, un drog misterios care spală creierul consumatoriilor. În cursul investigației sale, îl întâlnește pe asistentul unui fotograf japonez, Eiji Okumura, cu care formează o legătură strânsă.
Stilul vizual și narativ al cărții Banana Fish, caracterizat de lucrări de artă realiste și de povestiri orientate spre acțiune, a reprezentat o ruptură semnificativă față de convențiile manga shōjo stabilite atunci de ilustrație extrem de stilizată și povești romantice centrate pe fantezie. În timp ce serialul a fost destinat publicului shōjo de fete adolescente, temele sale mature și materialul subiectului au atras o audiență mixtă, de toate genurile. Reprezentările sale ale homoerotismului în acest context matur, orientat spre acțiune, au avut o influență deosebită asupra genului manga al dragostei băieților. Banana Fish a fost apreciat de critici, care au oferit laude pentru intriga, dialogul și scenele de acțiune ale serialului. Este cea mai de succes lucrare comercială a lui Yoshida, cu peste 12 milioane de copii ale volumelor colectate ale seriei în circulație începând cu 2018.
O traducere în limba engleză a seriei a fost publicată de Viz Media, care a serializat și Banana Fish în revistele sale manga Pulp și Animerica Extra începând cu 1997, făcând Banana Fish una dintre cele mai vechi serii manga care a ajuns la un public larg din Statele Unite. Serialul a fost adaptat de mai multe ori, în special în 2018 ca un serial de televiziune anime cu 24 de episoade regizat de Hiroko Utsumi și produs de MAPPA . Adaptarea anime a fost difuzată pe canalul de programare Noitamina de la Fuji TV și este distribuită la nivel global pe Amazon Prime Video, care a difuzat simultan serialul în timpul difuzării sale inițiale.

## Povestea

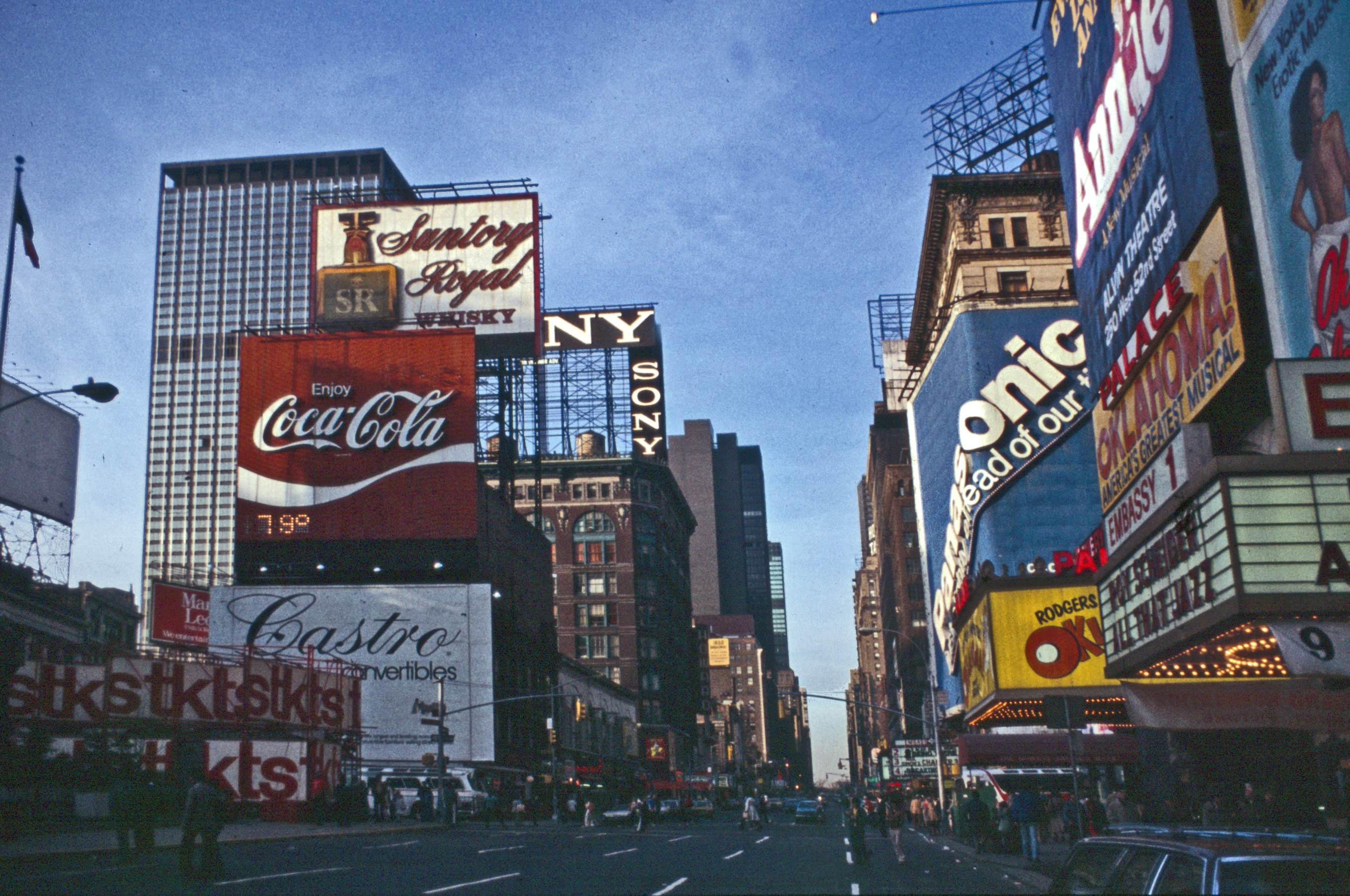
Orașul New York în anii 1980, locatia principală a serialului

Banana Fish are loc în Statele Unite la mijlocul anilor 1980, în principal în New York City. Liderul unei bandei de stradă, Ash Lynx, în vârstă de șaptesprezece ani, are grijă de fratele său mai mare Griffin, un veteran din războiul din Vietnam rămas în stare vegetativă în urma unui incident traumatizant în care a tras în propria escadrilă și a rostit cuvintele „pește banană” ("banana fish"). Într-o noapte, Ash vede ca doi dintre membrii bandei sale ucid un bărbat care îl instruiește pe Ash să caute peștele banana. Cei doi membri ai bandei îi spun lui Ash că acționează la ordinele lui Dino Golzine, șeful mafiei corsicane din New York. Ash a fost anterior un executant și sclav sexual al lui Golzine, fiind îngrijit de la o vârstă fragedă pentru a deveni eventualul moștenitor al întreprinderii sale criminale.
Ash începe să investigheze „peștele banană”, dar este împiedicat în acest demers de Golzine, fapt care îl face să se întoarcă împotriva fostului său patron. Ash întâlnește mai mulți aliați și inamici în cursul eforturilor sale de a descoperi semnificația „peștelui banană” și de a demonta imperiul criminal al lui Golzine. Principalul dintre confidentii săi este Eiji Okumura, asistentul unui fotograf japonez care a călătorit la New York pentru a finaliza un raport pe bandele de stradă și cu care Ash formează o legătură strânsă. Treptat, reiese că „peștele banană” este un medicament dezvoltat de un medic militar american în timpul războiului din Vietnam, care își spală creierul utilizatorilor; versiunile timpurii ale medicamentului au fost testate pe soldați americani, inclusiv pe Griffin, ceea ce i-a condus la nebunie. Formula sa îmbunatățită a fost achiziționată de Golzine, care intenționează să vândă drogul facțiunilor din cadrul guvernului Statelor Unite, care, la rândul lor, încearcă să-l folosească pentru a răsturna guvernele comuniste din America de Sud .
În cele din urmă, Golzine este ucis într-o bătălie crucială, co-conspiratorii săi guvernamentali sunt expuși ca participanți la rețeaua sa de trafic sexual cu copii și toate dovezile despre proiectul "banana fish" sunt distruse. Ash ajunge să recunoască pericolul la care îl expune pe Eiji și, fără tragere de inimă, încetează orice contact cu el. Eiji se întoarce în Japonia, deși înainte de plecare, îi scrie lui Ash o scrisoare în care îi spune că „sufletul meu este mereu cu tine”. În timp ce este distras de scrisoare, Ash este înjunghiat mortal de un locotenent al unei bande rivale. Intră clătinându-se în Filiala Principală a Bibliotecii Publice din New York, unde moare, zâmbind și ținând în brațe scrisoarea lui Eiji.

## Teme și analiza textului

### Homosexualitate
Banana Fish descrie homosexualitatea atât în textul poveștii prin reprezentări ale violului, cât și ca subtext prin relația ambiguă homoerotică dintre Ash și Eiji.  Homosexualitatea masculină este un motiv recurent în manga shōjo ;  în timp ce lucrările create în anii 1970 de artiști asociați cu Year 24 Group au oficializat manga shōjo care prezintă homosexualitatea masculină ca un subgen distinct cunoscut sub numele de shōnen-ai, temele și subiectele homoerotice au fost de multă vreme o caracteristică a manga shōjo .  Banana Fish a ajuns să reprezinte o schimbare pentru reprezentările homosexualității în manga shōjo, către protagoniști mai bătrâni și scrieri realiste, și departe de romanțele și melodramele școlarilor care definiseră anterior genul.   Unii cercetători de manga, cum ar fi Yukari Fujimoto, consideră Banana Fish ca aparținând unui canon artistic continuu care include lucrări ale Grupului Anul 24, în timp ce alții, cum ar fi James Welker, susțin că Banana Fish este mai aproape din punct de vedere narativ și stilistic de genul de dragoste al băieților care a apărut în anii 1990. 

### Gen
În timp ce distribuția din Banana Fish este aproape în întregime masculină, mai multe personaje – în special Ash și Eiji – sunt Bishōnen⁠(d) (mot a mot „băieți frumoși”), un termen pentru personaje masculine androgine care îmbină calitățile masculine și feminine.    Cercetătorii au luat în considerare modul în care bishōnen sunt considerați dezirabili de către un public feminin nu doar pentru atractivitatea lor fizică, ci pentru că permit acestui public să experimenteze indirect romantismul, agenția și autonomia personală printr-un personaj care nu este constrâns de patriarhat .  În timp ce romantismul dintre bishōnen este tolerat în unele contexte în Japonia și, prin urmare, nu este neapărat transgresiv sau subversiv pe față, Parte susține că statutul lui Ash și Eiji de bishōnen le permite să „încalce normele de gen japoneze” rezistând rolurilor de gen asociate în mod obișnuit cu adolescentele japoneze. 
Per Parte, Ash și Eiji exprimă un grad de ambivalență de gen prin alternarea între agenția masculinizată și feminizată. Ash întruchipează o agenție tipic masculină în poziția sa de lider al unei bande de stradă, dar este adesea feminizat din cauza violului pe care îl suferă din pricina bărbaților. Dimpotrivă, Eiji posedă trăsături tipic feminine de a cultiva domesticitatea - îl liniștește pe Ash atunci când este tulburat, îi tratează rănile și rămâne acasă în timp ce Ash luptă - dar spre sfârșitul seriei, Eiji este cel care ia armele pentru a-l elibera pe Ash din controlul lui Golzine.  Parte susține că, în ciuda decorului american al serialului, căutarea lui Ash pentru autodeterminare reprezintă în cele din urmă o respingere a rolurilor de gen japoneze restrictive: atât „fiul bun” (devenind moștenitorul lui Golzine), cât și „ soția ascultătoare ” (devenind sclavul sexual al lui Golzine). .  Astfel, prin luptele lui Ash și Eiji, cititorul aparent feminin este capabil să „scape din realitatea japoneză”  și „rezistă presiunilor unui sistem sexual și de gen extrem de ierarhic”. 

### Occidentalismul

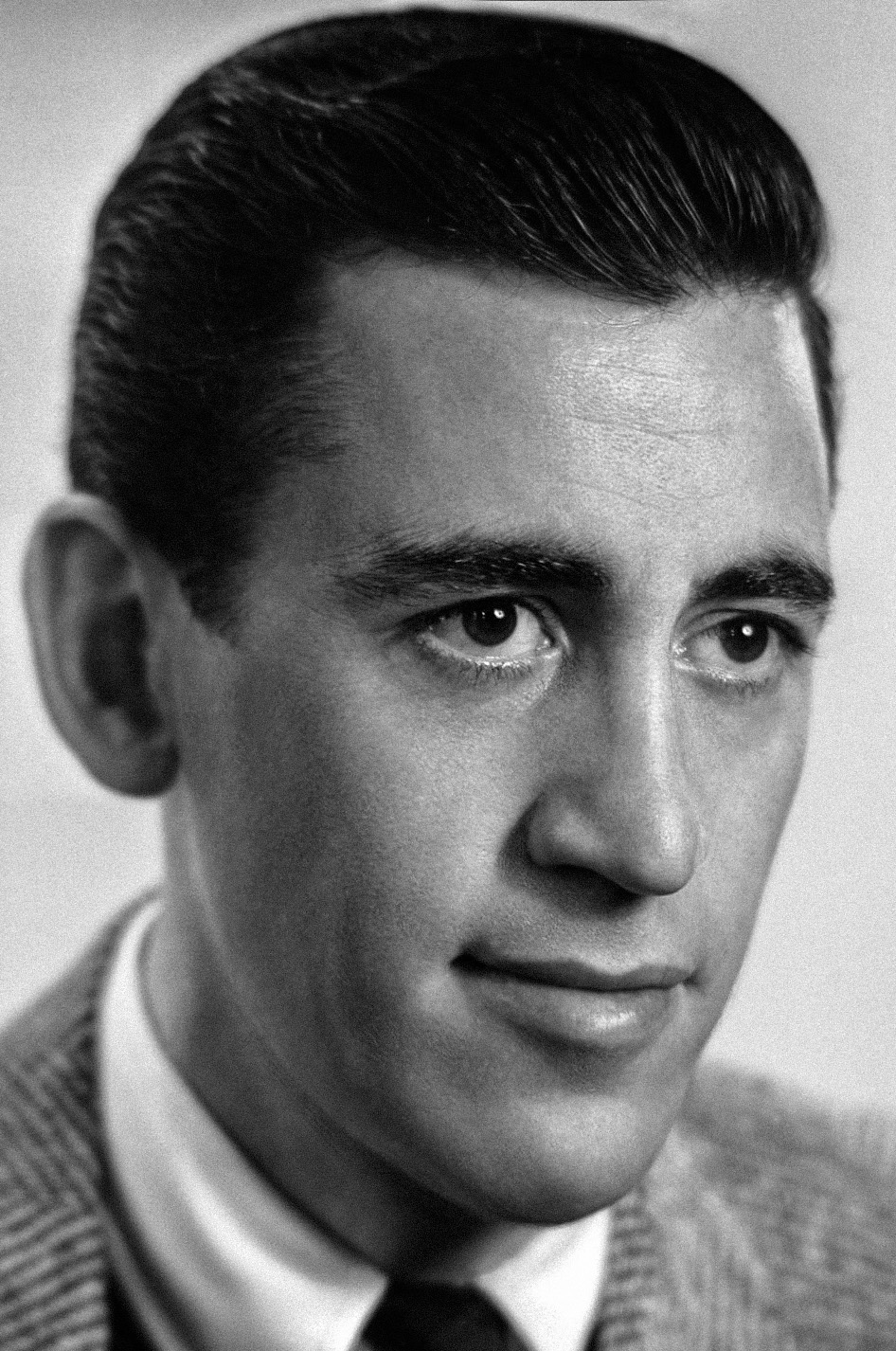
Titlul serialului face referire la nuvela "A Perfect Day for Bananafish” de JD Salinger (fotografiat în 1950).

Lansarea Banana Fish la sfârșitul anilor 1980 a coincis cu o perioadă de fascinație pentru orașul New York în cultura populară japoneză .   Schodt remarcă modul în care serialul reflectă percepția japoneză asupra New York-ul anilor 1980 ca un „ Vest sălbatic modern”, caracterizat de crimă înflăcărată, consum de droguri, sărăcie și tensiune rasială care era „un simbol pentru tot ceea ce era în neregulă cu America”, dar care în același timp, „părea un simbol al energiei brute a Americii și al libertăților individuale incitante”.  În New York-ul poveștii, Eiji funcționează ca un intermediar pentru cititorul japonez, făcând ecou unor numeroase manga anterioare, cum ar fi Fire! care foloseau caractere japoneze pentru a lega lucrările din mediul american cu cititorii lor japonezi.  Parte susține că „este tentant să vezi în Eiji personificarea orientalismului invers” ca un personaj japonez care este captivat de un american, dar că statutul său de bishōnen reprezentând un amestec de trăsături masculine și feminine îi permite să întruchipeze „occidentalismul internaționalist feminin”  în care cititorul poate experimenta indirect un „cadru american exotic” care are mai puține limite în exprimarea personală. 